# 台湾大哥大

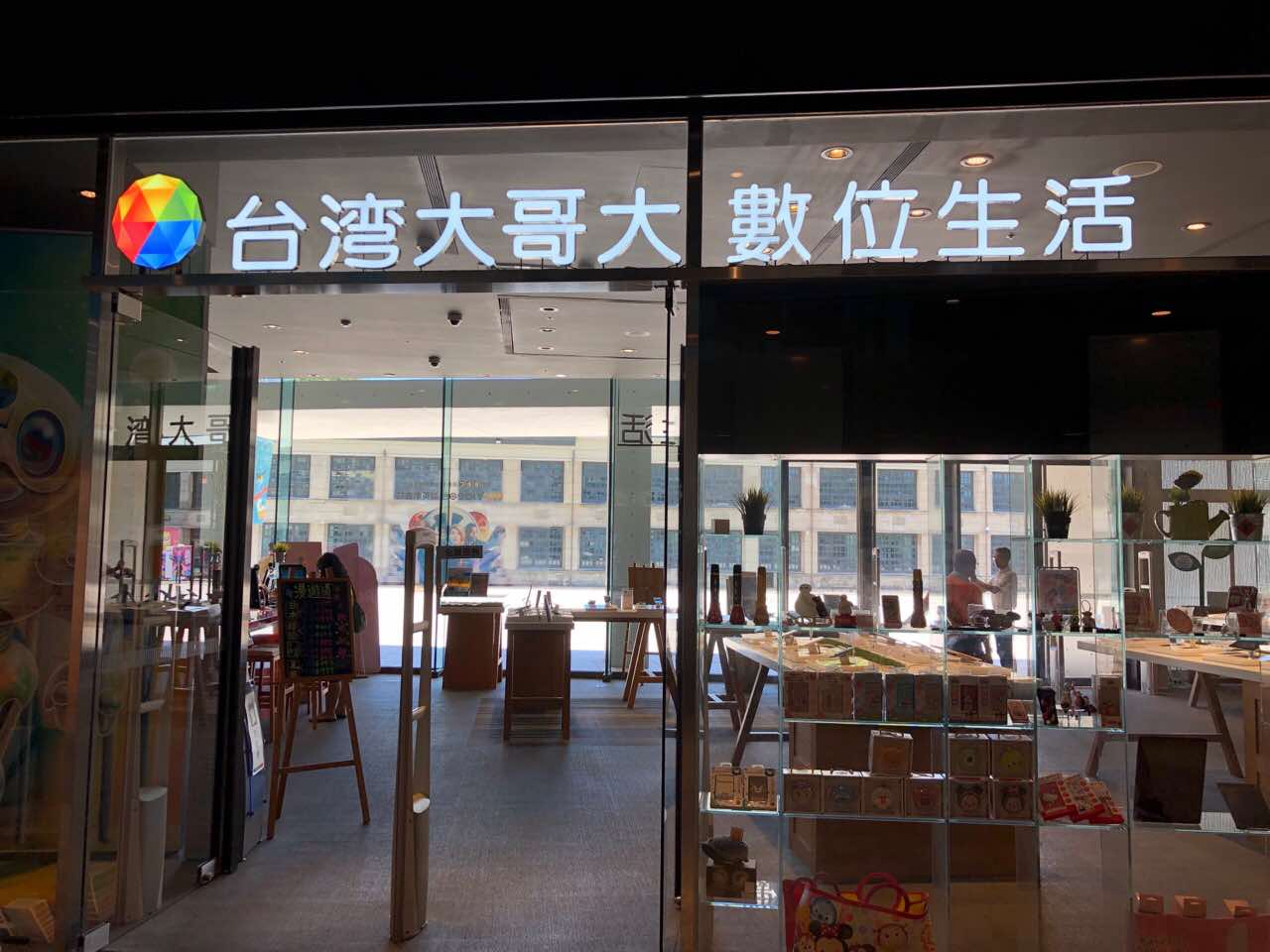
台湾大哥大直販店

台湾大哥大（たいわんだいかだい、台湾モバイル、英文社名：Taiwan Mobile Co., Ltd.）は、台湾の台北市大安区に本社を置く携帯電話などの電気通信事業者や、インターネット関連企業などを傘下に置く持株会社である。1997年2月25日に設立された。2002年に台湾証券取引所（TWSE: 3045）にも上場されている。固定電話、移動体通信、ブロードバンド、ケーブルテレビを提供しており、中華電信に次ぐ台湾第二位のシェア。

## 沿革
- 2021年12月30日、業界4位の台湾之星（中国語版）（T STAR）を吸収合併することを発表した[2][3]。
- 2023年12月1日、台湾之星を吸収合併。

### サービス

#### 通信事業

##### 4G LTE
- FDD-LTE 700Mhz(Band28) (A3 + A4, 40Mhz)
- FDD-LTE 1800Mhz(Band3) (C1 , 30Mhz)
- FDD-LTE 2100Mhz(Band1) (E4 + E5 + E6 + E7 + E8, 50Mhz)
- FDD-LTE 2600Mhz(Band7) (D1 , 40Mhz)

##### 5G
- NR 3500Mhz(n78) (F1-F4, 40Mhz + F22-F27, 60Mhz)
- NR 28000Mhz(n257) (G24-G25, 200Mhz)

## 関係する企業
- 富邦グループ（中国語版）
- 台湾固網（台湾大電訊）
- 台固媒体（台湾大寛頻）
- 台湾客服